# 加治町
加治町（かじちょう）は、愛知県田原市の地名。32の小字が設置されている。

## 地理
旧田原町中央部に位置する。東は神戸町、西は大久保町、北は田原町に接する。

### 字一覧
字名は以下の通りである。
| - 石井戸（いしいど） - 稲場（いなば） - 宇沢（うざわ） - 大新子（おおあらこ） - 奥恩中（おくおんちゅう） - 恩中（おんちゅう） - 欠田（かけだ） - 上山間（かみやまま） - 亀ノ渕（かめのふち） - 北恩中（きたおんちゅう） - 北取手（きたとりで） | - 北ノ堀（きたのほり） - 黒川（くろがわ） - 沢（さわ） - 下山間（しもやまま） - 新田（しんでん） - 洲田（すだ） - 惣作（そうさく） - 天神（てんじん） - 取手（とりで） - 中恩中（なかおんちゅう） - 西屋敷（にしやしき） | - 東天神（ひがしてんじん） - 東取手（ひがしとりで） - 平戸（ひらと） - 踏分（ふみわけ） - 前恩中（まえおんちゅう） - 南恩中（みなみおんちゅう） - 南黒川（みなみくろがわ） - 宮下（みやした） - 向嶋（むかいじま） - 諸田（もろた） |

## 歴史

### 地名の由来
かつては梶とも表記した。ヒメコウゾ・ヤブコウジと称するコウゾの一種であるカジに由来するという。

### 沿革
- 平安時代末期〜室町時代 - 当地には加治御園が所在した[7]。
- 江戸時代 - 三河国渥美郡の田原藩領の加治村として所在[8]。
- 1889年（明治22年） - 合併に伴い、田原村大字加治となる[8]。
- 1892年（明治25年） - 町制施行に伴い、田原町大字加治となる[8]。

## 世帯数と人口
2015年（平成27年）10月1日現在の世帯数と人口は以下の通りである。
| 町丁   | 世帯数  | 人口    |
| ------ | ------- | ------- |
| 加治町 | 591世帯 | 1,563人 |

### 人口の変遷
国勢調査による人口の推移
| 2005年（平成17年） | 1,480人 | [ 9 ]  |  |
| 2010年（平成22年） | 1,554人 | [ 10 ] |  |
| 2015年（平成27年） | 1,563人 | [ 2 ]  |  |

## 学区
市立小・中学校に通う場合、学区は以下の通りとなる。また、公立高等学校に通う場合の学区は以下の通りとなる。
| 字・番地等 | 小学校                 | 中学校             | 高等学校 |
| ---------- | ---------------------- | ------------------ | -------- |
| 奥恩中     | 田原市立田原南部小学校 | 田原市立田原中学校 | 尾張学区 |
| その他     | 田原市立衣笠小学校     | 田原市立田原中学校 | 尾張学区 |

## 交通
- 国道259号（田原街道）[5]

## 施設
- 愛知県立渥美農業高等学校[5]
- 田原市立田原南部小学校[5]
- 田原警察署[5]
- 田原農業改良普及所[5]
- 給食センター[5]
- 緑が丘町営住宅[5]
- 神明社[5]
- 真宗高田派浄光寺[5]

## その他

### 日本郵便
- 郵便番号 : 441-3427[3]（集配局：田原郵便局[13]）。